# Bănești, Prahova
Bănești este satul de reședință al comunei cu același nume din județul Prahova, Muntenia, România.
Așezarea este atestată documentar la 27 mai 1510, printr-un hrisov emis de Vlad cel Tânăr.